# 10月16日
10月16日（じゅうがつじゅうろくにち）は、グレゴリオ暦で年始から289日目（閏年では290日目）にあたり、年末まであと76日ある。

## できごと

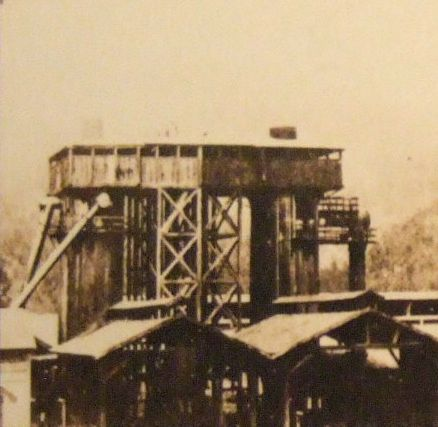
釜石鉱山田中製鉄所設立(1886)

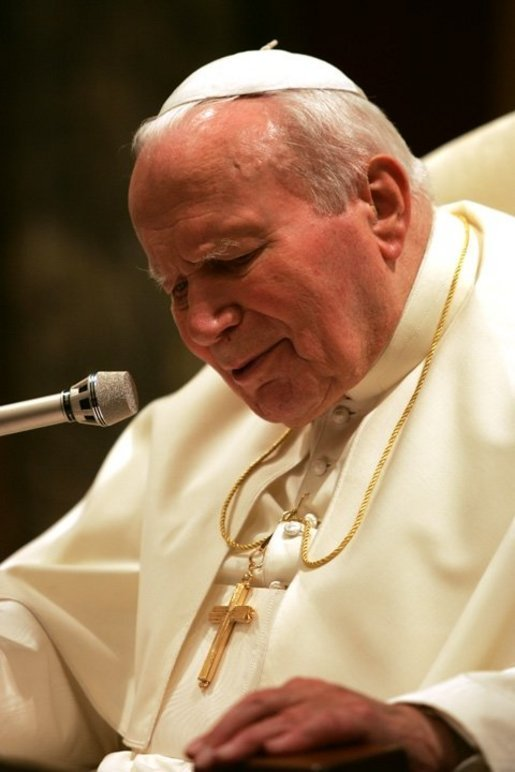
カロル・ウォイティワ枢機卿、ローマ教皇に選出(1978)ヨハネ・パウロ2世となる

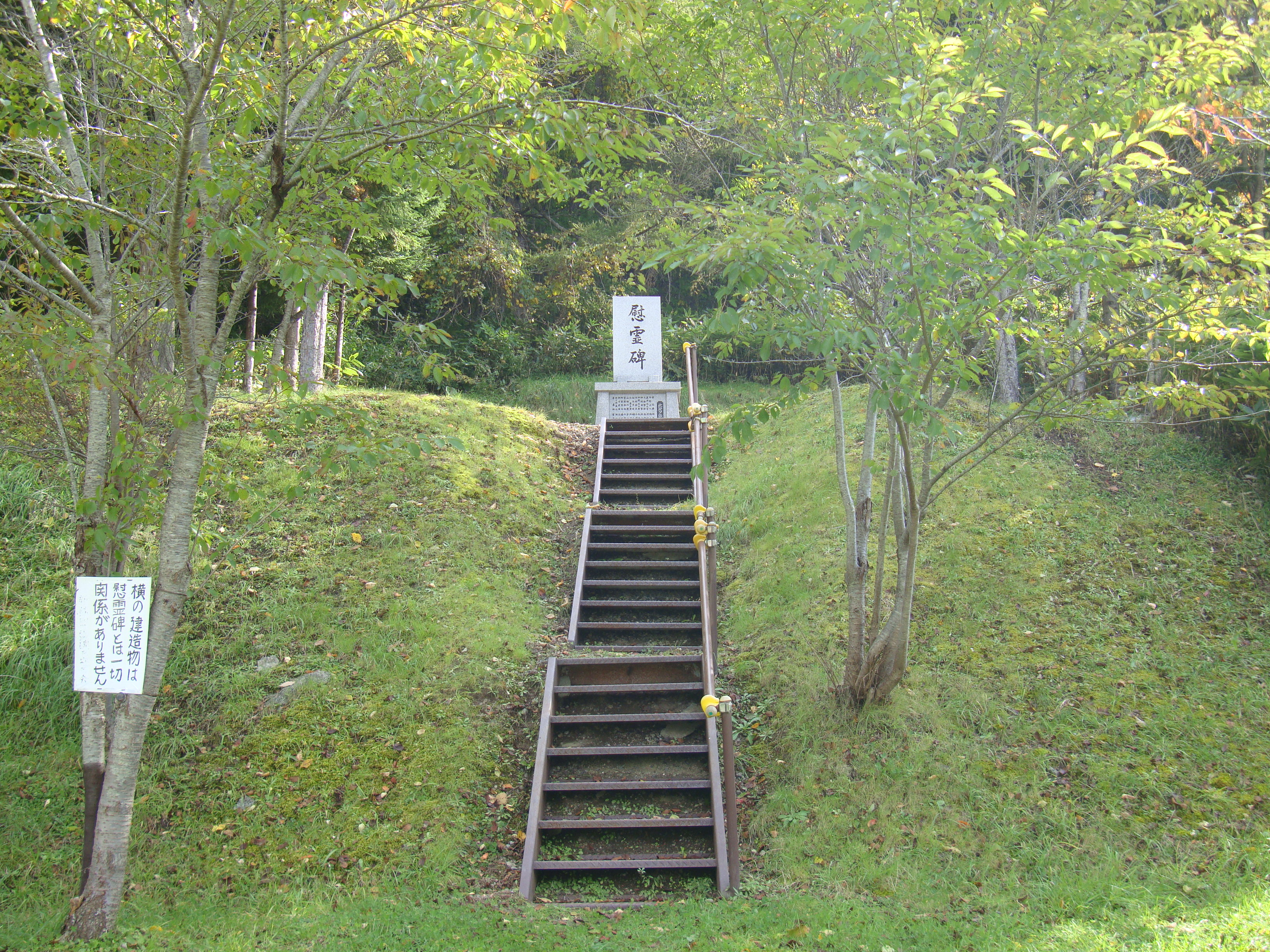
北炭夕張新炭鉱ガス突出事故(1981)夕張市清水沢清陵町の慰霊碑

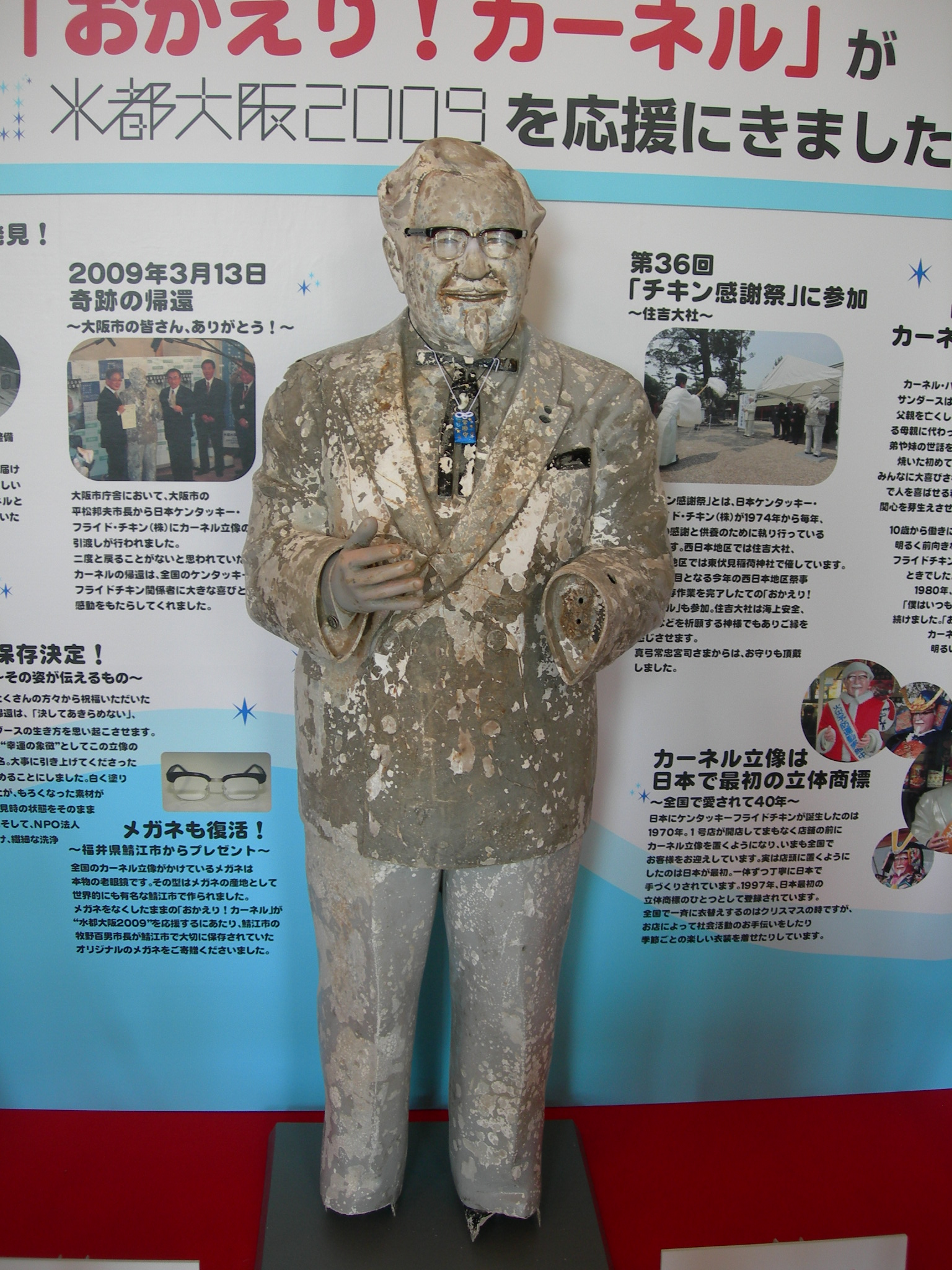
阪神タイガース優勝(1985)2009年に引き揚げられたカーネル・サンダース像

- 1384年 - ヤドヴィガがポーランド王に即位。
- 1590年 - イタリアの貴族・作曲家のカルロ・ジェズアルドが、妻とその愛人ファブリツィオ・カラーファの密会の現場をおさえ、2人を惨殺。
- 1793年 - フランス革命: ルイ16世妃マリー・アントワネットが断頭台で処刑される。
- 1813年 - ナポレオン戦争: ライプツィヒの戦いが始まる。
- 1843年 - ウィリアム・ローワン・ハミルトンが四元数の概念を発見する。
- 1846年 - ウィリアム・T・G・モートンがマサチューセッツ総合病院で歴史的なエーテル麻酔を使用した手術を行う。
- 1859年 - ジョン・ブラウンのハーパーズ・フェリー襲撃（英語版）。暴力的奴隷制度廃止運動家のジョン・ブラウンがハーパーズ・フェリーの連邦政府武器庫を襲撃して、奴隷反乱を企てる。
- 1878年 - 札幌市時計台が、札幌農学校（現在の北海道大学）の演武場として建設される。
- 1886年 - 49回目の挑戦の末、岩手県釜石にて洋式高炉での出銑に成功。釜石鉱山田中製鉄所が設立され、日本の近代製鉄が始まる。
- 1905年 - クロード・ドビュッシーの交響詩『海』が初演。
- 1906年 - ケペニックの大尉事件（ヴィルヘルム・フォークト）
- 1916年 - マーガレット・サンガーがニューヨーク州ブラウンズヴィルにおいて、産児制限を指導する診療所を開業。
- 1923年 - ウォルト・ディズニー・カンパニー創立。
- 1941年 - 外交交渉継続の是非をめぐる近衛文麿首相と東条英機陸相の対立により、第3次近衛内閣が総辞職。
- 1943年 - 戸塚球場で学徒出陣壮行早慶戦が行なわれる。
- 1945年 - 国際連合食糧農業機関（FAO）が設立される。
- 1945年 - 李承晩がアメリカから帰国し、南朝鮮の独立建国運動の指導者となる。
- 1945年 - ソ連が北朝鮮の行政権を北朝鮮指導者に移管。
- 1946年 - ニュルンベルク裁判で死刑判決を受けたリッベントロップ元外相ら10名の被告への刑が執行される。
- 1951年 - パキスタン首相リヤーカト・アリー・ハーンが暗殺される。
- 1952年 - 昭和天皇・皇后が戦後初めて靖国神社に参拝。
- 1956年 - パンアメリカン航空006便不時着水事故。
- 1964年 - 中華人民共和国がタクラマカン砂漠で初の原爆実験に成功し、世界5番目の核保有国となる。（596 (核実験)）
- 1973年 - ベトナム和平への功績が認められ、ヘンリー・キッシンジャーとレ・ドゥク・トのノーベル平和賞受賞が決定。（トは辞退する）
- 1978年 - ポーランド人のカロル・ウォイティワ枢機卿がローマ教皇に選出される。（ヨハネ・パウロ2世として、10月22日に就任）
- 1981年 - 北炭夕張新炭鉱ガス突出事故。北炭夕張新炭鉱でガス突出・坑内火災事故。死者93人。
- 1985年 - 阪神タイガースが21年ぶりにリーグ優勝。狂喜したファンらがカーネル・サンダース像を道頓堀川に投げ込む。阪神はその後低迷期に入り、カーネル・サンダースの呪いという都市伝説が生まれた。
- 1986年 - ラインホルト・メスナーが、史上初の8000メートル峰全14座完全登頂を達成。
- 1991年 - アメリカ合衆国テキサス州キリーンのレストラン・ルビーズで銃乱射事件が発生。（ルビーズ銃乱射事件）
- 1998年 - スペインの要請により元チリ大統領アウグスト・ピノチェトがイギリスで逮捕される。
- 1998年 - 埼玉医科大学が性同一性障害の女性患者（性自認は男性）に対する性別適合手術を実施。
- 2000年 - 横浜OL殺害事件: 神奈川県横浜市瀬谷区二ツ橋町の路上で女性会社員（当時22歳）が殺害される。事件から3年後の2003年11月、被害者の中学時代の同級生の男が逮捕される[1]。
- 2004年 - 名鉄空港線の常滑駅 - 中部国際空港駅間が空港関係者限定で開業。
- 2004年 - 茨城県常陸大宮市が市制施行。
- 2013年 - 平成25年台風第26号により、伊豆大島で大規模な土砂災害が発生[2]。
- 2017年 - マラウィの戦い: フィリピン政府、ISIL系過激派組織「アブ・サヤフ」指導者のイスニロン・ハピロンと、同じく「マウテ」指導者マウテ兄弟の兄オマルを殺害したと発表[3]。
- 2017年 - マルタでムスカット同国首相の妻や閣僚の不正を追及していたジャーナリスト、ダフネ・カルーアナ・ガリジアが車に仕込まれた爆弾により殺害される[4]。
- 2020年 - コンフラン＝サントノリーヌのテロ事件。
- 2020年 - アニメ映画『劇場版「鬼滅の刃」無限列車編』が公開され、興行収入が日本国内で初めて400億円を超え、歴代1位となる大ヒット作に[5]。

## 誕生日

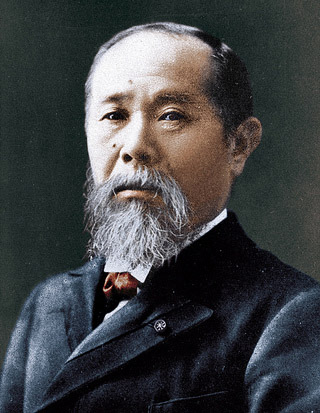
伊藤博文(1841-1909)誕生。

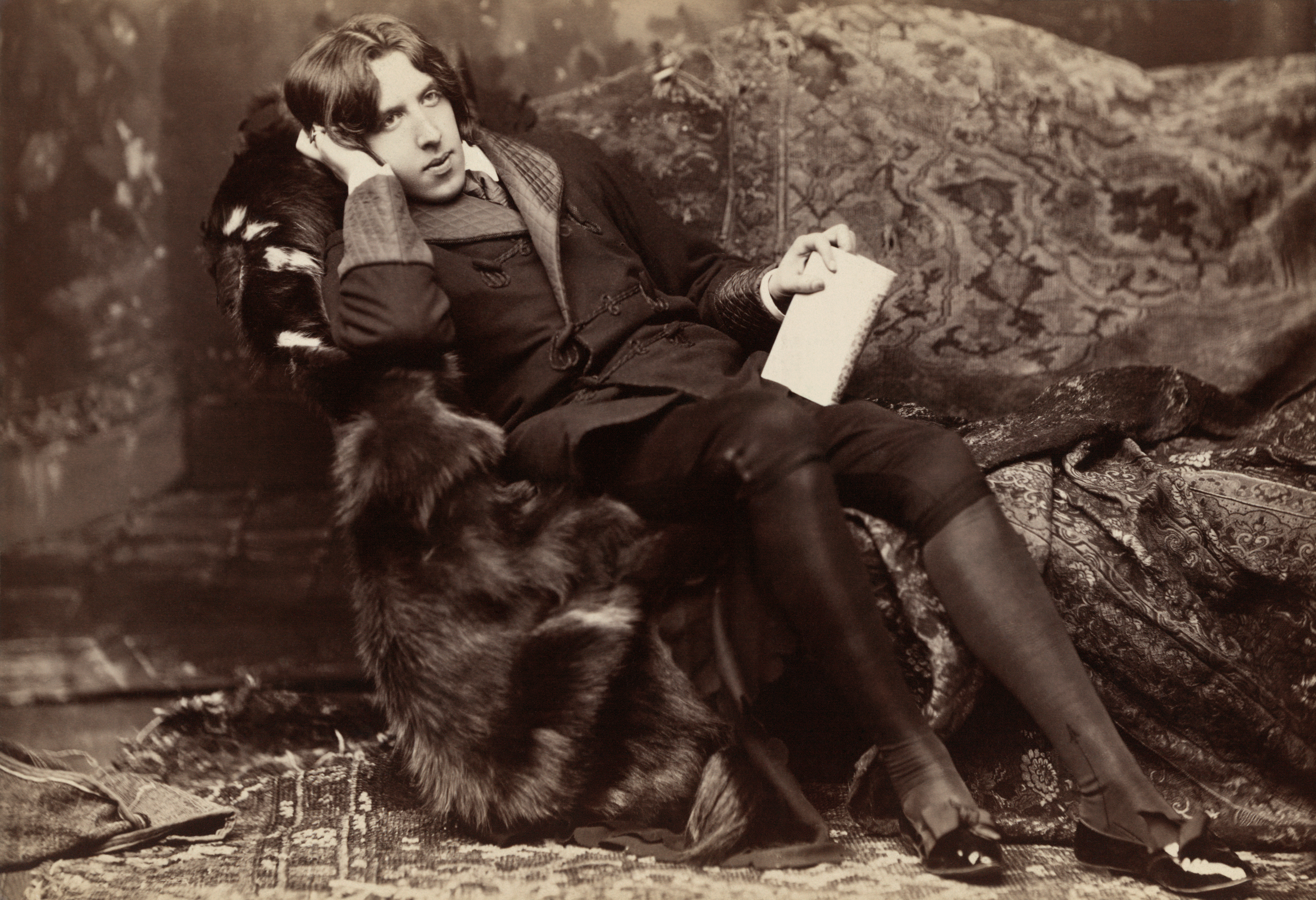
19世紀末耽美主義を象徴したオスカー・ワイルド(1854-1900)誕生。

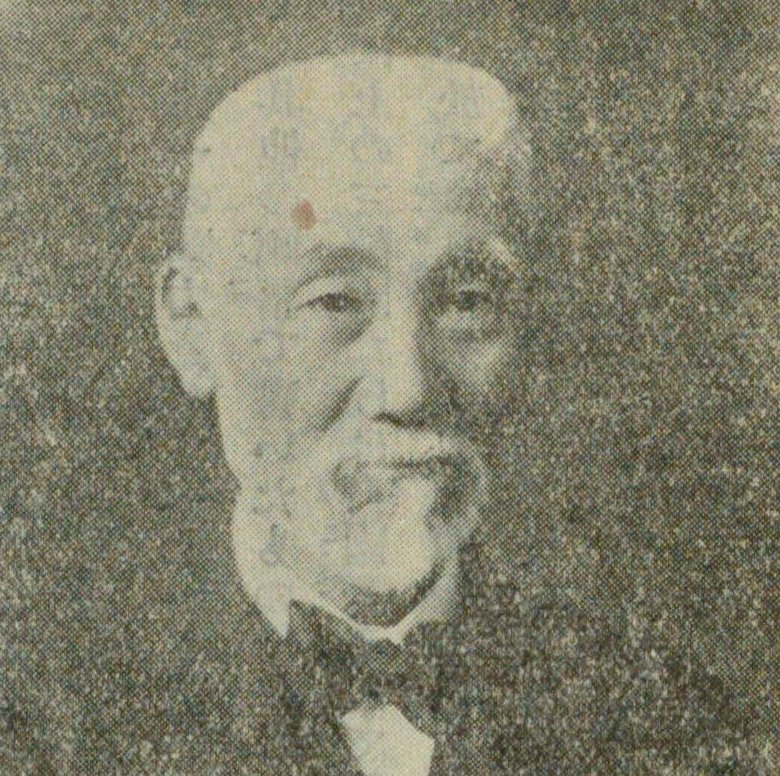
地球物理学者、田中舘愛橘(1856-1952)誕生。メートル法や日本式ローマ字の普及に努めた。

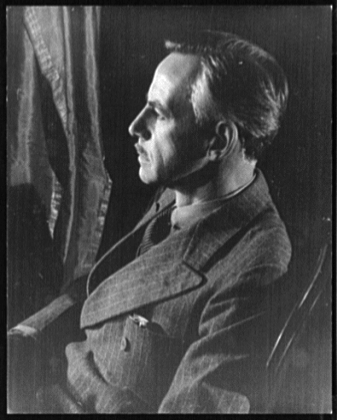
アメリカ近代演劇を築いた劇作家、ユージン・オニール(1888-1953)誕生。

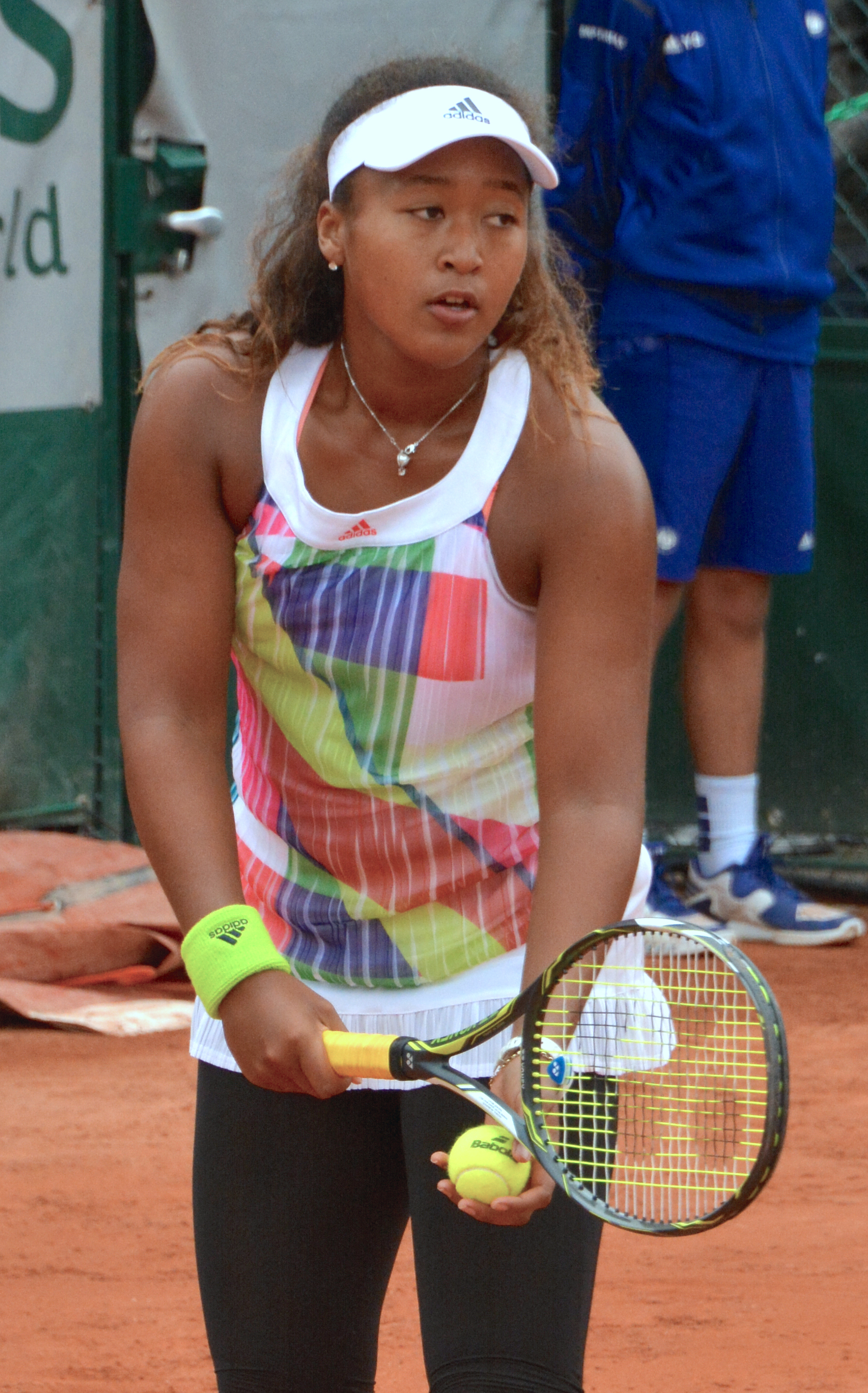
プロテニスプレイヤー、大坂なおみ(1997-)誕生。

- 1351年 - ジャン・ガレアッツォ・ヴィスコンティ、ミラノ公（+ 1402年）
- 1430年 - ジェームズ2世、スコットランド王（+ 1460年）
- 1535年（天文4年9月20日） - 丹羽長秀、武将、織田氏の家臣（+ 1585年）
- 1630年（寛永7年9月11日） - 松平頼雄、初代宍戸藩主（+ 1697年）
- 1663年 - プリンツ・オイゲン、オーストリアの軍人、貴族（+ 1736年）
- 1755年（宝暦5年9月11日]） - 本多忠奝、第4代神戸藩主（+ 1803年）
- 1758年 - ノア・ウェブスター、辞書編纂者（+ 1843年）
- 1797年 - ジェイムズ・ブルーデネル (第7代カーディガン伯爵)、軍人、政治家、貴族（+ 1868年）
- 1799年（寛政11年9月18日） - 田中久重、発明家、田中製作所（現・東芝）創業者（+ 1881年）
- 1801年（享和元年9月9日） - 徳川斉順、第11代紀州藩主（+ 1846年）
- 1806年 - ウィリアム・フェッセンデン、政治家（+ 1869年）
- 1814年 - ハンス・ブルノ・ガイニッツ、地質学者、古生物学者（+ 1900年）
- 1821年 - フランツ・ドップラー、作曲家（+ 1883年）
- 1827年 - アルノルト・ベックリン、画家（+ 1901年）
- 1829年（文政12年9月19日） - 小出英教、第9代園部藩主（+ 1855年）
- 1838年（天保9年8月28日） - 長与専斎、医学者、官僚（+ 1902年）
- 1841年（天保12年9月2日） - 伊藤博文、政治家、初代・5・7・10代内閣総理大臣 （+ 1909年）
- 1842年（天保13年9月13日） - 佐久間義一郎、政治家、初代呉市長 （+ 1903年）
- 1854年 - オスカー・ワイルド、詩人、作家、劇作家（+ 1900年）
- 1856年（安政3年9月18日） - 田中舘愛橘、地球物理学者（+ 1952年）
- 1867年 - アンリ・ドルレアン、探検家（+ 1901年）
- 1867年 - 東伏見宮依仁親王、皇族（+ 1922年）
- 1871年 - アドルフ・ビアラン、チェリスト、作曲家（+ 1916年）
- 1875年 - 伏見宮博恭王、皇族（+ 1946年）
- 1885年 - ドランド・ピエトリ、陸上競技選手（+ 1942年）
- 1886年 - ボリス・エイヘンバウム、文芸学者（+ 1959年）
- 1888年 - ユージン・オニール、劇作家（+ 1953年）
- 1889年 - 斎藤素巌、彫刻家（+ 1974年）
- 1890年 - ポール・ストランド、写真家（+ 1976年）
- 1900年 - グース・ゴスリン、プロ野球選手（+ 1971年）
- 1906年 - ディーノ・ブッツァーティ、小説家（+ 1972年）
- 1907年 - 越村信三郎、経済学者、会計学者、第5代横浜国立大学学長（+ 1988年）
- 1908年 - エンヴェル・ホッジャ、アルバニアの元首相（+ 1985年）
- 1909年 - 杵屋勝東治、長唄三味線方（+ 1996年）
- 1909年 - 二階堂進、政治家（+ 2000年）
- 1911年 - 下河辺三史、実業家、元日製産業（現日立ハイテク）社長、日立リース（現三菱HCキャピタル）会長（+ 1993年）
- 1914年 - 森谷良平、元プロ野球選手（+ 1992年）
- 1914年 - ザーヒル・シャー、元アフガニスタン国王（+ 2007年）
- 1918年 - ルイ・アルチュセール、哲学者、マルクス哲学の構造主義的研究家 (+ 1990年)
- 1923年 - 早川幸男、宇宙物理学者（+ 1992年）
- 1923年 - リンダ・ダーネル、女優（+ 1965年）
- 1925年 - アンジェラ・ランズベリー、女優　（+ 2022年）
- 1927年 - ギュンター・グラス、作家（+ 2015年）
- 1929年 - フェルナンダ・モンテネグロ、女優
- 1929年 - アンジェイ・ムンク、映画監督（+ 1961年）
- 1930年 - 小松定男、政治家（+ 2004年）
- 1931年 - ヴァレリー・クリモフ、ヴァイオリニスト
- 1931年 - チャールズ・コルソン、キリスト教右派指導者（+ 2012年）
- 1931年 - 立川雅美、安田信託銀行（現・みずほ信託銀行）元社長（+ 2019年）
- 1932年 - 伊藤隆、歴史学者（+ 2024年）
- 1932年 - 田宮榮一、元警視庁捜査一課長、テレビ解説者（+ 2018年）
- 1932年 - グドベルグー・ベルグッソン、作家（+ 2023年）
- 1933年 - 大山のぶ代、声優、女優（+ 2024年）
- 1935年 - 西五十六、元プロ野球選手 （+ 2023年）
- 1936年 - アンドレイ・チカチーロ、シリアルキラー（+ 1995年）
- 1940年 - デイブ・ディバッシャー、バスケットボール選手（+ 2003年）
- 1941年 - 三浦和美、元プロ野球選手
- 1941年 - 県真澄、元プロ野球選手
- 1941年 - ティム・マッカーバー、元プロ野球選手(+ 2023年)
- 1943年 - 広野功、元プロ野球選手
- 1944年 - エリザベス・ロフタス、認知心理学者
- 1944年 - 金城真吉、アマチュアボクシング指導者（+ 2017年）
- 1945年 - 相馬宏男、アナウンサー
- 1945年 - 伊藤康成、官僚、第25代防衛事務次官
- 1945年 - 中田茂男、レスリング選手、1968年メキシコシティー五輪金メダリスト
- 1946年 - 馬飼野俊一、作曲家、編曲家
- 1946年 - 小川茂仁、野球指導者
- 1947年 - 大井貴司、ジャズヴィブラフォン奏者
- 1947年 - 宮迫千鶴、画家、エッセイスト（+ 2008年）
- 1948年 - レオ・マゾーニー、元プロ野球選手
- 1948年 - 池尻勉、元プロ野球選手
- 1949年 - 松田一輝、漫画家
- 1950年 - 大島康徳、元プロ野球選手、監督（+ 2021年）
- 1950年 - 若一光司、作家、画家、コメンテーター
- 1951年 - 阿川泰子、ジャズシンガー、元女優
- 1951年 - 金山明彦、調教師、騎手
- 1952年 - 成毛厚子、漫画家
- 1952年 - 佐藤龍一、シンガーソングライター、作詞家、作曲家、ギタリスト
- 1952年 - 金城基泰、元プロ野球選手
- 1953年 - パウロ・ロベルト・ファルカン、元サッカー選手、元日本代表監督
- 1954年 - 中西元彦、作曲家、編曲家、音楽プロデューサー、演出家
- 1954年 - コリンナ・ハルフォーフ、女優
- 1956年 - マリン・オールソップ、指揮者
- 1957年 - 横澤勉、化学工学者、化学者
- 1957年 - 永山勝、元プロ野球選手
- 1958年 - 大岡玲、作家
- 1958年 - 八塚浩、アナウンサー
- 1958年 - 津末英明、元プロ野球選手
- 1958年 - ティム・ロビンス、俳優、映画監督
- 1959年 - 林寛子、タレント
- 1959年 - エリッキ＝スヴェン・トゥール、作曲家
- 1959年 - ケビン・マクレイノルズ、元プロ野球選手
- 1959年 - ブライアン・ハーパー、元プロ野球選手
- 1960年 - ボブ・モールド、ミュージシャン
- 1961年 - 風間八宏、サッカー指導者、元プロサッカー選手
- 1961年 - マルク・レヴィ、小説家
- 1962年 - フリー、ミュージシャン（レッド・ホット・チリ・ペッパーズ）
- 1962年 - ディミトリー・ホロストフスキー、バリトン歌手
- 1962年 - マヌート・ボル、バスケットボール選手（+ 2010年）
- 1963年 - 瀬藤正則、歌手
- 1963年 - 仁比聡平、弁護士
- 1963年 - 伊藤さやか、タレント
- 1963年 - 佐藤文男、元プロ野球選手
- 1965年 - 鎧塚俊彦、パティシエ、実業家
- 1966年 - 山田和広、調教助手、元騎手
- 1966年 - アマラオ、元サッカー選手
- 1966年 - シュテファン・ロイター、サッカー選手
- 1967年 - 松野太紀、声優、俳優（+ 2024年）
- 1968年 - 渡辺千秋、政治家、元歌手、元女優
- 1968年 - 藤井将雄、元プロ野球選手（+ 2000年）
- 1969年 - 大田垣晴子、イラストレーター、エッセイスト
- 1969年 - 土屋久美子、女優
- 1969年 - 大森隆男、プロレスラー
- 1969年 - エイダン・オブライエン、調教師
- 1970年 - 藤田和之、プロレスラー、総合格闘家
- 1970年 - メーメット・ショル、元サッカー選手
- 1971年 - 岡田祥嗣、騎手
- 1972年 - 後藤麻衣、女優
- 1972年 - トーマス・リンドバーグ、ヘヴィメタルミュージシャン、ボーカリスト（アット・ザ・ゲイツ等）
- 1973年 - 八戸優、声優
- 1973年 - 奥村幸司、元野球選手
- 1973年 - トーマス・ミューレ、元サッカー選手
- 1974年 - 中野栄一、元プロ野球選手
- 1974年 - ポール・カリヤ、アイスホッケー選手
- 1975年 - 青木慶則、ミュージシャン
- 1975年 - 中山光久、元プロ野球選手
- 1976年 - Yammy、歌手
- 1976年 - 猿渡琢海、柔道家
- 1976年 - 末吉里花、フリーアナウンサー
- 1977年 - 石川亜沙美、女優、ファッションモデル
- 1977年 - 西尾健治、ミュージカル俳優
- 1977年 - ジョン・メイヤー、歌手
- 1978年 - 渡邉卓哉、元アナウンサー
- 1979年 - 義山望、アナウンサー
- 1979年 - カルロス・ムニョス、元プロ野球選手
- 1979年 - 菅波栄純、ミュージシャン（THE BACK HORN）
- 1980年 - 中山恵、元女優、元ファッションモデル
- 1980年 - スー・バード、バスケットボール選手
- 1981年 - 真中潤、元歌手
- 1982年 - 松谷秀幸、元プロ野球選手
- 1982年 - パトリシア・ホール、陸上競技選手
- 1982年 - クリスティアン・リベーロス、サッカー選手
- 1983年 - 大築紅葉、政治家
- 1983年 - 鈴木美穂、ジャーナリスト、元ニュースキャスター
- 1983年 - 奈月はな、グラビアアイドル
- 1983年 - 宮島未奈、小説家、随筆家
- 1983年 - 山本太作、ミュージシャン（AJISAI）
- 1983年 - フィリップ・コールシュライバー、テニス選手
- 1983年 - ケニー・オメガ、プロレスラー
- 1984年 - 徳澤直子、ファッションモデル
- 1984年 - 小林未沙、声優、ナレーター
- 1984年 - 宮脇憲一、アナウンサー
- 1984年 - 優木紗和、元タレント
- 1984年 - メリッサ・ローレン、ポルノ女優
- 1985年 - 沼田由花、タレント
- 1985年 - 国井美佐、アナウンサー
- 1985年 - 加藤恵、競輪選手
- 1985年 - 南山千明、サッカー選手
- 1985年 - 佐々木悟、元陸上選手
- 1985年 - ケーシー・ストーナー、オートバイレーサー
- 1986年 - 岩永徹也、薬剤師、ファッションモデル、タレント、俳優
- 1986年 - 二階堂瞳子、演出家、振付師、俳優
- 1986年 - インナ、歌手
- 1986年 - ジョーダン・ラーソン、バレーボール選手
- 1987年 ｰ 飯冨孔明、能楽師
- 1987年 - 川端慎吾、プロ野球選手
- 1989年 - クレベル・コイケ、総合格闘家、柔術家
- 1989年 - 根本宗子、劇作家、演出家、脚本家、女優
- 1990年 - 荒賀龍太郎、空手家
- 1990年 - 桑野晃輔、俳優、声優
- 1990年 - 高畠華澄、女優
- 1990年 - 佐藤亜美菜、声優（元AKB48）
- 1990年 - 清水博正、演歌歌手
- 1990年 - 守屋宏紀、テニス選手
- 1990年 - ヨハンナ・グズルン・ヨンスドッティル、歌手
- 1991年 - 瀧本美織、タレント
- 1991年 - 小川大貴、サッカー選手
- 1991年 - 中村健人、元フィギュアスケート選手
- 1992年 - 足立梨花、女優、タレント
- 1992年 - 大西洸一郎、俳優
- 1992年 - 岩崎夢生、元アイドル（元愛乙女☆DOLL）
- 1992年 - ブライス・ハーパー、プロ野球選手
- 1993年 - 鈴木笑里、タレント、司会者、モデル
- 1993年 - キャロリン・ガルシア、テニス選手
- 1994年 - 鬼頭明里、声優
- 1994年 - 益田アンナ、ファッションモデル、グラビアアイドル
- 1994年 - 近江由佳、アナウンサー
- 1995年 - 後藤郁、タレント（元アイドリング!!!25号）
- 1995年 - 天木じゅん、グラビアアイドル
- 1996年 - 田村響華、声優
- 1996年 - 船迫大雅、プロ野球選手
- 1997年 - 大坂なおみ、テニス選手
- 1997年 - 中川可菜、女優、モデル
- 1997年 - シャルル・ルクレール、レーシングドライバー
- 1997年 - 毎熊晟矢、サッカー選手
- 1997年 - 榎原依那、グラビアアイドル
- 1998年 - 涼本あきほ、声優
- 1999年 - 増本尚、俳優
- 1999年 - 福本大晴 、アイドル、タレント（元ジャニーズJr.、元Aぇ! group）
- 1999年 - Kirari、モデル、女優
- 2000年 - 八木優希、女優
- 2000年 - 三好青花、バスケットボール選手
- 2001年 - ノエルビ・マルテ、プロ野球選手
- 2002年 - 来田涼斗、プロ野球選手
- 2004年 - 三谷麟太郎、俳優
- 生年不詳 - べっかんこう、ゲームクリエイター、イラストレーター
- 生年不詳 - 小森まなみ、ラジオパーソナリティ、声優、歌手、エッセイスト
- 生年不詳 - 白服、アイドル、俳優

## 忌日

### 人物
| 不幸にして若し此の厄に逢はば、則ち吾が党、身に堅を被り、手に鋭を執り、之と一戦して孔孟を擒にし、以て国恩に報ぜん。此れ即ち孔孟の道なり――『先哲叢談』(1816) |

| 汝、草木と同じく朽ちんと欲するか |

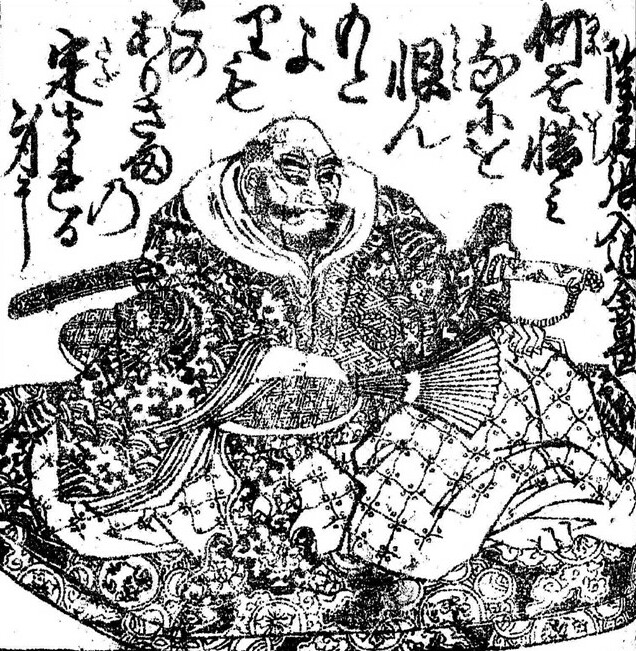
厳島の戦いに敗れた陶晴賢(1521-1555)自刃。

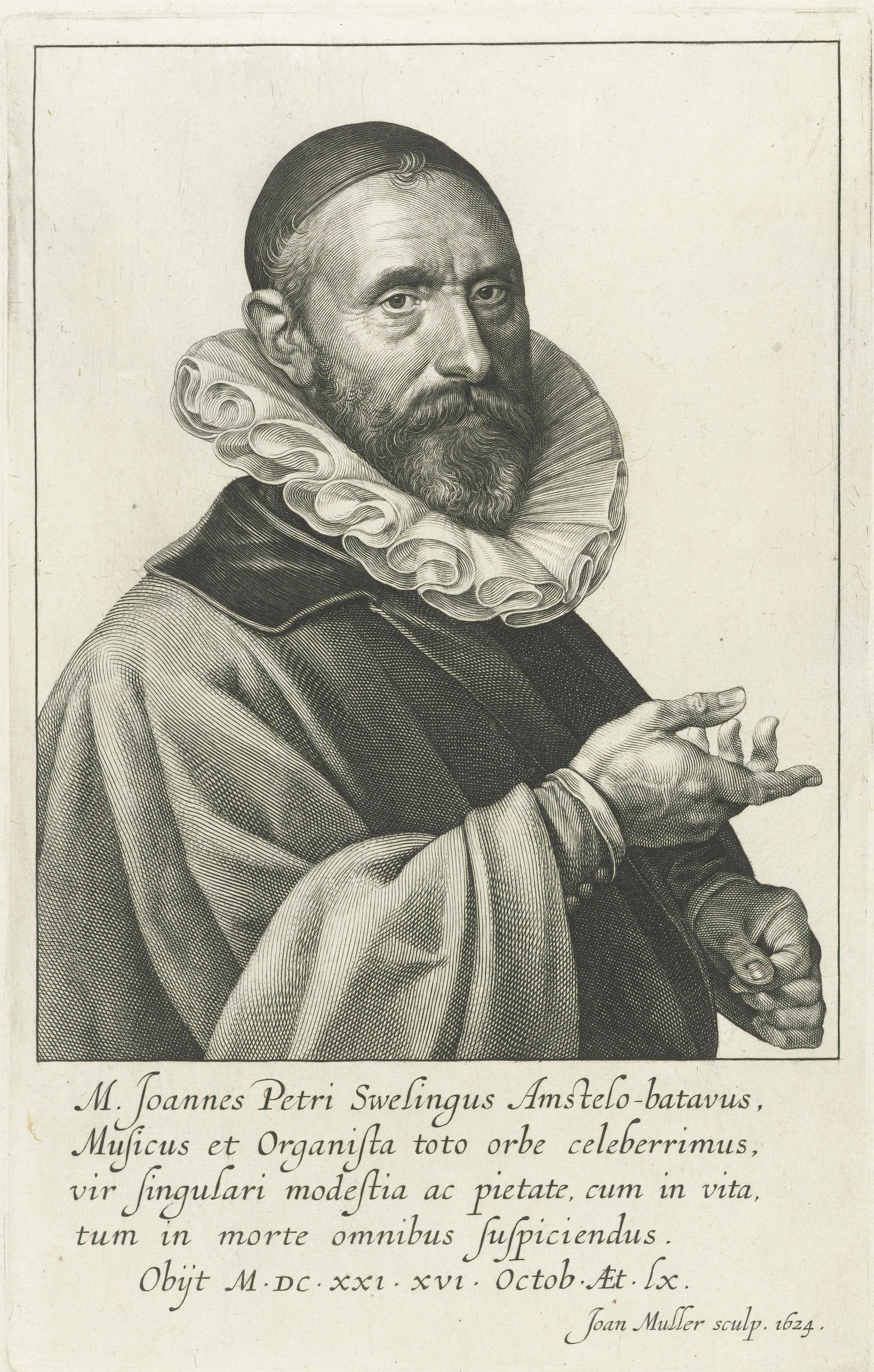
オランダの作曲家ヤン・ピーテルスゾーン・スウェーリンク(1582-1621)没。

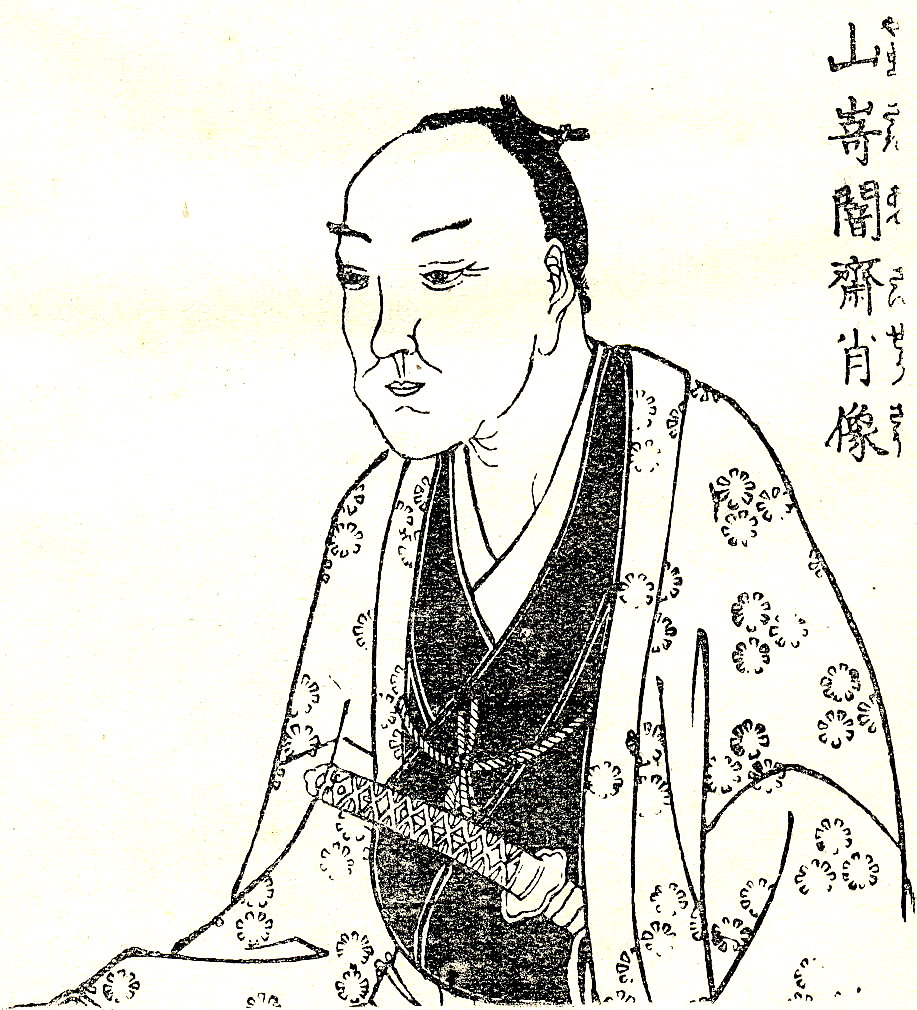
儒学者山崎闇斎(1619-1682)没。

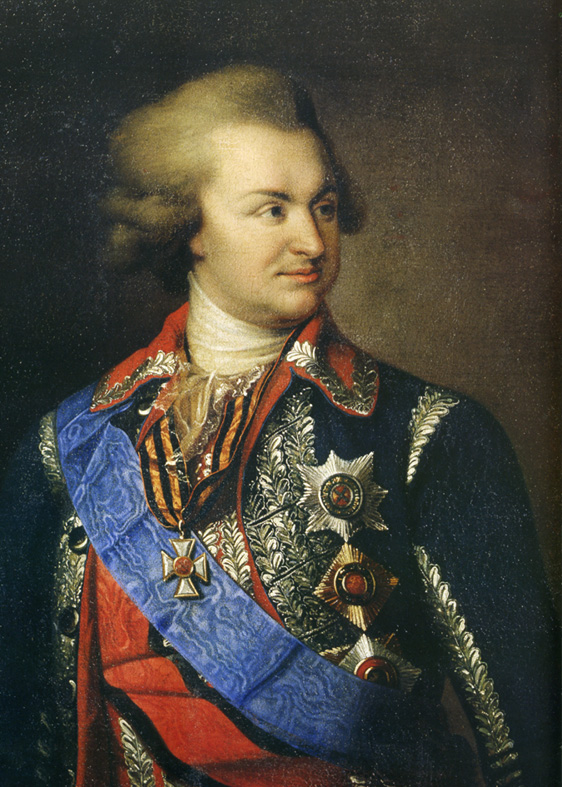
エカチェリーナ2世の寵臣グリゴリー・ポチョムキン(1739-1791)没。

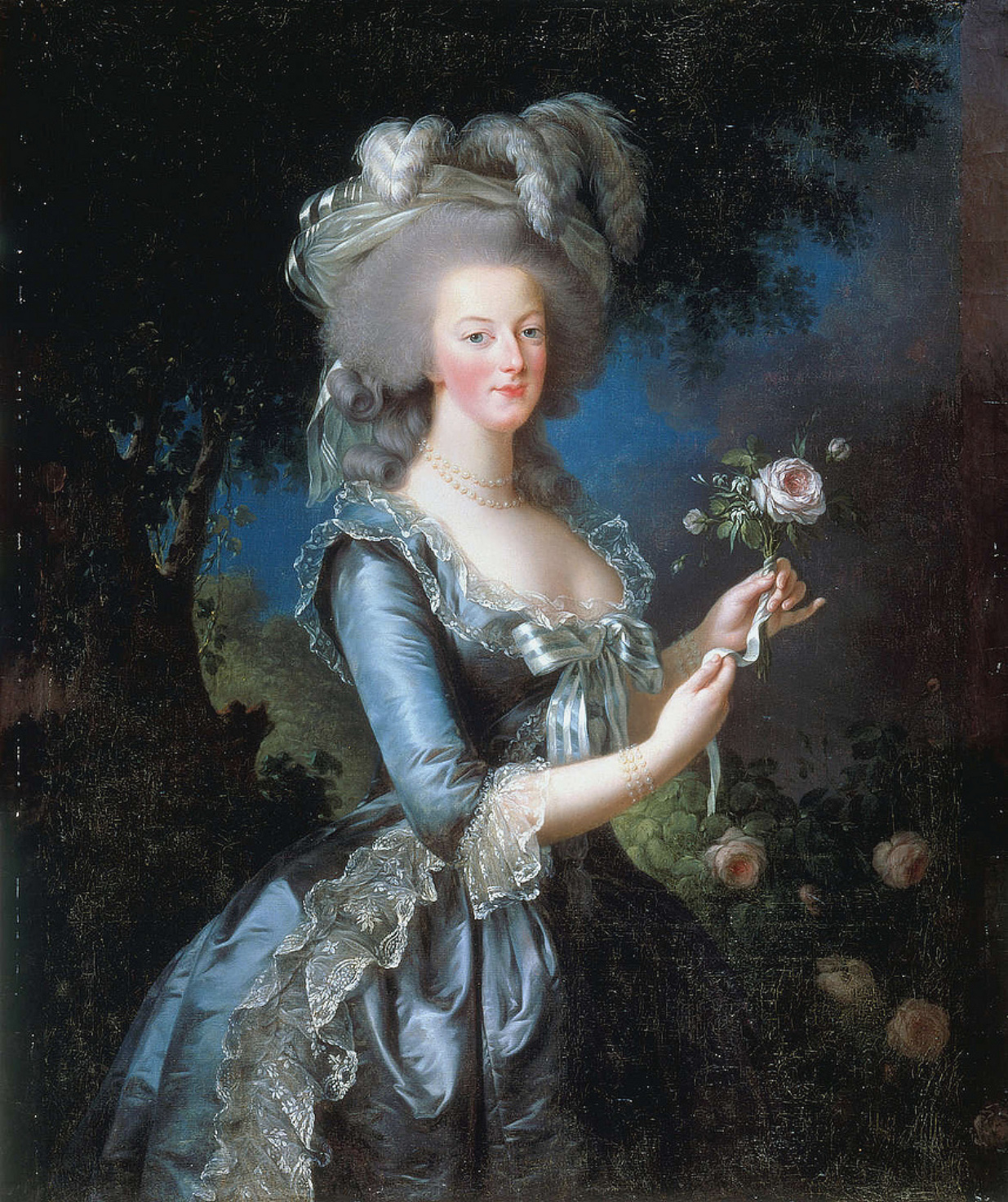
フランス国王ルイ16世の王妃マリー・アントワネット(1774-1793)没。フランス革命で処刑される。

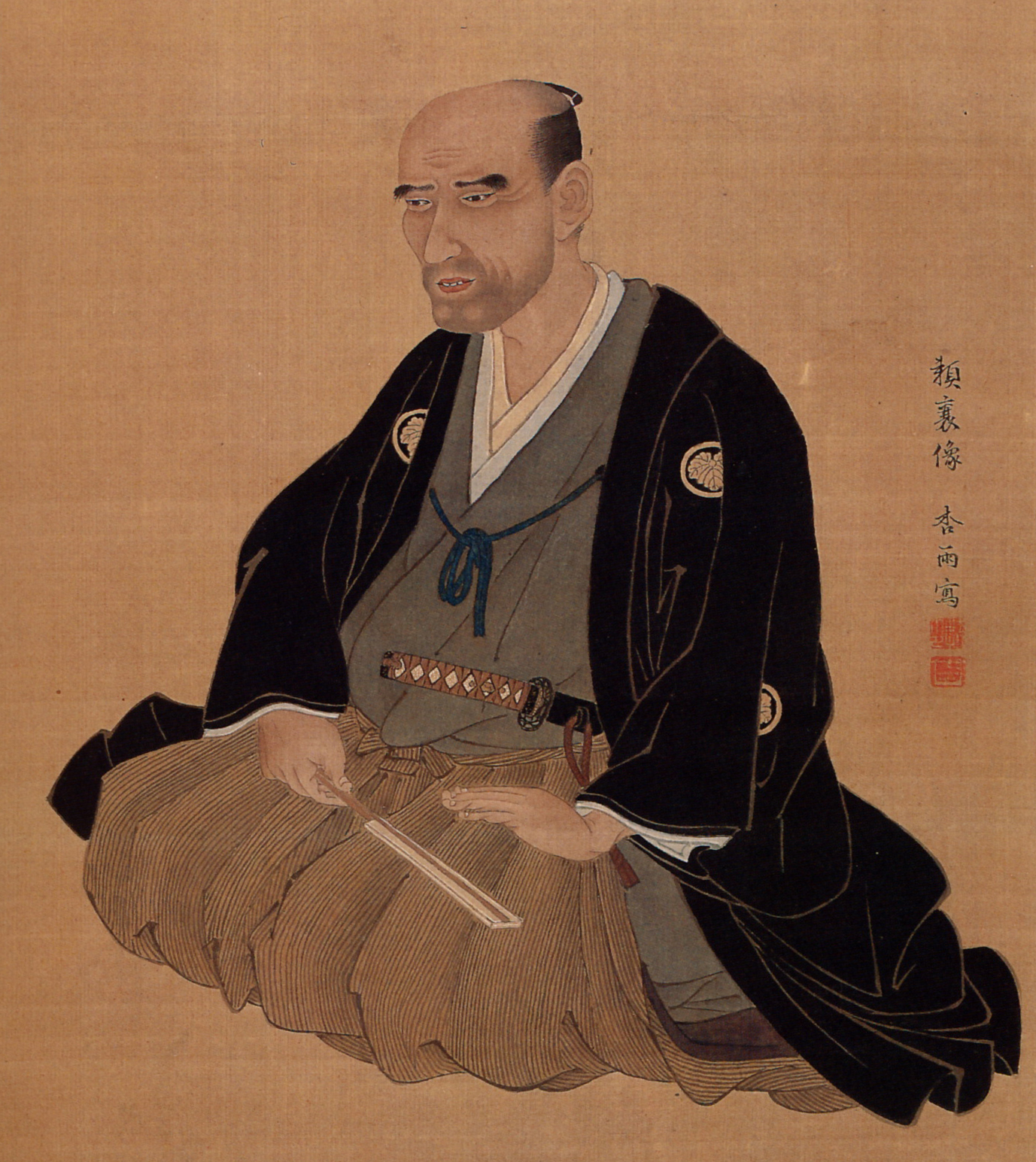
儒学者頼山陽(1780-1832)没。

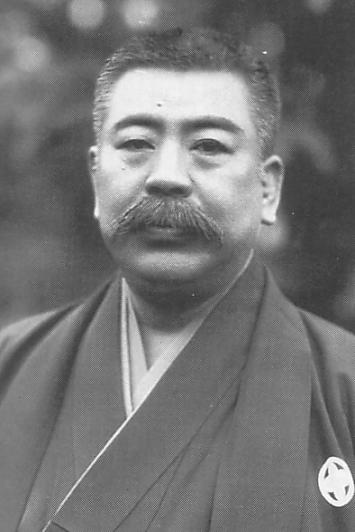
講談社創業者野間清治(1878-1938)没。「雑誌王」と呼ばれ、昭和時代前期の出版界を牽引した。

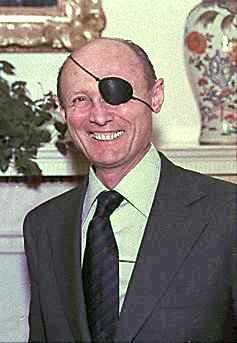
イスラエルの隻眼の英雄モーシェ・ダヤン(1915-1981)没。

- 1027年（万寿4年9月14日） - 藤原妍子、三条天皇の中宮（* 994年）
- 1355年 - ルドヴィーコ、シチリア王（* 1337年）
- 1504年（永正元年9月9日） - 最上義淳、出羽国の戦国大名
- 1537年 - フランソワーズ・ド・フォワ、フランス王フランソワ1世の愛妾（* 1495年）
- 1553年 - ルーカス・クラナッハ、画家（* 1472年）
- 1555年（弘治元年10月1日） - 陶晴賢、戦国武将（* 1521年）
- 1591年 - グレゴリウス14世、第229代ローマ教皇（* 1535年）
- 1600年 - ニコラウス・ライマース（英語版）、天文学者、帝国数学者（* 1551年）
- 1615年（元和元年8月24日） - 島井宗室、商人（* 1539年）
- 1621年 - ヤン・ピーテルスゾーン・スウェーリンク、作曲家（* 1562年）
- 1632年（寛永9年9月3日）- 浅野長晟、初代広島藩主（* 1586年）
- 1680年 - ライモンド・モンテクッコリ、オーストリア軍司令官（* 1609年）
- 1682年（天和2年9月16日） - 山崎闇斎、儒者、神道家（* 1619年）
- 1723年 - ジョヴァンニ・バッティスタ・コンティーニ（英語版）、建築家（* 1641年）
- 1730年 - アントワーヌ・ド・ラ・モット・カディヤック（英語版）、探検家、冒険家（* 1658年）
- 1750年 - シルヴィウス・レオポルト・ヴァイス、作曲家（* 1687年）
- 1774年 - ロバート・ファーガソン（フランス語版）、詩人（* 1750年）
- 1781年 - エドワード・ホーク、英国海軍提督、バス勲爵士、枢密官（* 1705年）
- 1791年 - グリゴリー・ポチョムキン、ロシア帝国陸軍首席大将、クリミア総督（* 1739年）
- 1793年 - ジョン・ハンター、解剖学者、外科医（* 1728年）
- 1793年 - マリー・アントワネット、フランス国王ルイ16世王妃（* 1755年）
- 1796年 - ヴィットーリオ・アメデーオ3世、サルデーニャ王（* 1726年）
- 1802年 - ジョセフ・ストラット（英語版）、彫刻家、芸術家、古物研究家、作家（* 1749年）
- 1810年 - ナフマン・ブラツラフ、ユダヤ教ブレスラフ派開祖（* 1772年）
- 1832年（天保3年9月23日） - 頼山陽、儒学者、文人（* 1780年）
- 1874年 - ツヴィ・カリシャー、タルムード学者、シオニズム運動家（* 1795年）
- 1893年 - パトリス・ド・マクマオン、フランス第三共和政第2代大統領（* 1808年）
- 1898年 - ジュール＝ウジェーヌ・ルヌヴー、画家（* 1819年）
- 1908年 - 矢頭良一、発明家（* 1878年）
- 1913年 - ラルフ・ローズ、元陸上競技選手、1904年セントルイス五輪・1908年ロンドン五輪・1912年ストックホルム五輪金メダリスト（* 1885年）
- 1914年 - 高島嘉右衛門、実業家、易断家（* 1832年）
- 1925年 - クリスチャン・クローグ、画家（* 1852年）
- 1928年 - サリー・フォン・キューゲルゲン、画家（* 1860年）
- 1930年 - 岩崎俊弥、旭硝子創業者（* 1881年）
- 1937年 - ジャン・ド・ブリュンホフ（英語版）、作家、イラストレーター（* 1899年）
- 1938年 - 野間清治[6]、教育者、出版人、講談社創業者、元報知新聞社社長（* 1878年）
- 1943年 - 柳原愛子、大正天皇生母（* 1859年）
- 1944年 - 小金井良精、人類学者、解剖学者（* 1859年）
- 1946年 - ヴィルヘルム・フリック、ナチス・ドイツ内相、ベーメン・メーレン保護領総督（* 1877年）
- 1946年 - ヴィルヘルム・カイテル、ナチス・ドイツ国防軍最高司令部総長（* 1882年）
- 1946年 - ユリウス・シュトライヒャー、シュテュルマー紙の編集者（* 1885年）
- 1946年 - アルフレート・ヨードル、ナチス・ドイツ国防軍最高司令部作戦部長（* 1890年）
- 1946年 - アルトゥル・ザイス＝インクヴァルト、オーストリア・ナチスの指導者（* 1892年）
- 1946年 - アルフレート・ローゼンベルク、ナチス・ドイツの人種理論家、東部占領地域相（* 1893年）
- 1946年 - ヨアヒム・フォン・リッベントロップ、ナチス・ドイツ外相（* 1893年）
- 1946年 - フリッツ・ザウケル、ナチス・ドイツ労働相（* 1894年）
- 1946年 - ハンス・フランク、ナチス・ドイツポーランド総督（* 1900年）
- 1946年 - エルンスト・カルテンブルンナー、ナチス・ドイツ国家保安本部長官（* 1903年）
- 1954年 - ラルフ・ベナツキー、作曲家（* 1884年）
- 1954年 - 北浦圭太郎、政治家（* 1887年）
- 1956年 - ジュール・リメ、国際サッカー連盟会長（* 1873年）
- 1956年 - 重成格、内務官僚、政治家、元鹿児島県知事（* 1901年）
- 1959年 - ジョージ・C・マーシャル、政治家、軍人（* 1880年）
- 1961年 - ヴァルター・エーレンシュタイン（ドイツ語版）、心理学者、エーレンシュタイン錯視を発表（* 1899年）
- 1962年 - ガストン・バシュラール、哲学者（* 1884年）
- 1963年 - 宮原清、実業家、日本社会人野球協会初代会長（* 1882年）
- 1966年 - 最上英子、政治家（* 1902年）
- 1967年 - 富田常雄、小説家（* 1904年）
- 1970年 - 坂田昌一、物理学者（* 1911年）
- 1972年 - 田辺治太郎、元サッカー選手、実業家、田辺製薬（現田辺三菱製薬）元社長（* 1908年）
- 1972年 - ヘイル・ボッグス（英語版）、政治家（* 1914年）
- 1973年 - 中島慶次、実業家、王子製紙（現・王子ホールディングス）元社長、紙の博物館初代理事長（* 1894年）
- 1973年 - ジーン・クルーパ、ジャズドラマー（* 1909年）
- 1980年 - 山本麟一、俳優（* 1927年）
- 1981年 - モーシェ・ダヤン、軍人、国防相、外相（* 1915年）
- 1981年 - スタンリー・クレメンツ（英語版）、俳優、コメディアン（* 1926年）
- 1982年 - ヤコヴ・ゴトヴァツ、作曲家（* 1895年）
- 1982年 - ハンス・セリエ、生理学者（* 1907年）
- 1982年 - マリオ・デル＝モナコ、テノール歌手（* 1915年）
- 1983年 - 河野謙三、第11・12代参議院議長（* 1901年）
- 1986年 - アルテュール・グリュミオー、ヴァイオリニスト（* 1921年）
- 1987年 - 岸田幸雄、実業家、政治家、元兵庫県知事（* 1893年）
- 1989年 - コーネル・ワイルド、俳優（* 1915年）
- 1989年 - 二出川延明、元プロ野球選手、審判（* 1901年）
- 1989年 - 相良守峯、ドイツ文学者（* 1895年）
- 1990年 - フランコ・アウトリ、指揮者（* 1903年）
- 1990年 - 三宅泰雄、地球化学者（* 1908年）
- 1990年 - ホルヘ・ボレット、ピアニスト（* 1914年）
- 1990年 - アート・ブレイキー、ジャズドラマー（* 1919年）
- 1992年 - 福沢一郎、洋画家（* 1898年）
- 1992年 - シャーリー・ブース、女優（* 1898年）
- 1992年 - 宇尾光治、物理学者、京都大学名誉教授（* 1925年）
- 1994年 - 井上孝雄、俳優（* 1935年）
- 1997年 - ジェームズ・ミッチェナー、小説家（* 1907年）
- 1997年 - オードラ・リンドレイ（英語版）、女優（* 1918年）
- 1998年 - ジョン・ポステル、コンピュータ科学者（* 1943年）
- 2001年 - エタ・ジョーンズ、ジャズ歌手（* 1928年）
- 2002年 - アレン・ウォーカー・リード（英語版）、語源学者、辞書編集者（* 1906年）
- 2002年 - 川島哲郎、地理学者、元阪南大学学長、大阪市立大学名誉教授（* 1918年）
- 2003年 - 塩まさる、歌手（* 1908年）
- 2003年 - スチュ・ハート、プロレスラー（* 1915年）
- 2004年 - 川又一英、小説家・美術研究家（* 1944年）
- 2005年 - バリントン・ムーア、社会学者（* 1913年）
- 2005年 - 吉田久一、社会福祉学者（* 1915年）
- 2006年 - 森川金寿、弁護士（* 1913年）
- 2006年 - トレビゾンダ・ヴァッラ、元陸上競技選手、1936年ベルリン五輪金メダリスト（* 1916年）
- 2006年 - 鵜飼一郎、政治家、元愛知県春日井市長（* 1928年）
- 2006年 - トミー・ジョンソン（英語版）、チューバ奏者（* 1935年）
- 2006年 - バレンティン・パニアグア、ペルー元大統領（* 1936年）
- 2007年 - デボラ・カー、女優（* 1921年）
- 2007年 - トシェ・プロエスキ、歌手（* 1981年）
- 2008年 - 須加五々道[7]、日本画家（* 1913年）
- 2008年 - 鳥居鉄也、地球化学者、冒険家、元南極観測隊越冬隊長（* 1918年）
- 2008年 - 井上俊夫、詩人（* 1922年）
- 2008年 - 森田誠吾、小説家（* 1925年）
- 2009年 - ボブ・デイビス（英語版）、政治家（* 1932年）
- 2009年 - 加藤和彦、ミュージシャン、作曲家（ザ・フォーク・クルセダース）（* 1947年）
- 2009年 - アンドレス・モンテス（スペイン語版）、ジャーナリスト、アナウンサー（* 1955年）
- 2010年 - バーバラ・ビリングズリー、女優（* 1915年)
- 2011年 - 桂川寛、画家（* 1924年）
- 2011年 - 椙山三太[8]、CMディレクター（* 1938年または1939年）
- 2011年 - 有川博、俳優、声優（* 1940年）
- 2011年 - ダン・ウェルドン、レーシングドライバー（* 1978年）
- 2011年 - 船越陽大[9]、お笑い芸人（兎に角）（* 1985年または1986年）
- 2012年 - 保直次[10]、実業家、城山観光、城山観光ホテル（現SHIROYAMA HOTEL kagoshima）創業者（* 1916年）
- 2012年 - エディ・ヨスト、元プロ野球選手（* 1926年）
- 2013年 - 宮原永治[11]、元インドネシア残留日本兵（* 1920年）
- 2013年 - 峰島旭雄、仏教学者、哲学者、早稲田大学名誉教授（* 1927年）
- 2013年 - 内海昭[12]、実業家、元三井物産副社長（* 1928年または1929年）
- 2013年 - 荒井康雄[13]、実業家、元中村屋社長（* 1929年または1930年）
- 2013年 - エド・ローター、俳優（* 1938年）
- 2013年 - 南谷勝治[14]、実業家、元エア・ウォーター副社長（* 1941年または1942年）
- 2014年 - 溜池良夫、法学者、京都大学名誉教授（* 1921年）
- 2014年 - 熊澤二郎[15]、実業家、元全国信用協同組合連合会理事長、元東京国税局局長（* 1939年または1940年）
- 2014年 - ティム・ハウザー、歌手（マンハッタン・トランスファー）（* 1941年）
- 2014年 - 藤井裕、ミュージシャン、ベーシスト（* 1952年）
- 2014年 - 惣司ろう[16]、漫画家（* 生年不詳）
- 2015年 - 盛田幸妃、プロ野球選手（* 1969年）
- 2016年 - 篠田晃[17]、実業家、元名糖産業社長（* 1920年）
- 2016年 - 春日千春、放送プロデューサー、大映テレビ顧問（* 1934年）
- 2016年 - たかしまあきひこ、作曲家、編曲家（* 1943年）
- 2017年 - ロイ・ドートリス、俳優（* 1923年）
- 2017年 - 岸宏一、政治家、元山形県金山町長（* 1940年）
- 2017年 - ダフネ・カルーアナ・ガリジア、ジャーナリスト、ブロガー（* 1964年）
- 2017年 - イスニロン・ハピロン、過激派活動家、ISIL組織「アブ・サヤフ」指導者（* 1966年または1968年）
- 2017年 - オマル・マウテ、過激派活動家、ISIL組織「マウテ」創設者（* 生年不詳）
- 2018年 - イスマイル・アマット（英語版）、政治家、元国家民族事務委員会主任（* 1935年）
- 2018年 - 樋口公啓、実業家、元東京海上火災保険社長（* 1936年）
- 2018年 - イアン・キアナン（英語版）、ヨット乗り、動産開発業者、建設業者、環境保護活動家（* 1940年）
- 2018年 - 大沼保昭、法学者、東京大学名誉教授（* 1946年）
- 2019年 - ジョン・テイト、数学者、ハーバード大学名誉教授（* 1925年）
- 2019年 - 高木護[18]、詩人（* 1927年）
- 2019年 - 竹中雅彦、元高校野球指導者、日本高等学校野球連盟事務局長（* 1954年）
- 2019年 - パトリック・デイ（英語版）、プロボクサー（* 1992年）
- 2020年 - 八木直彦、実業家、元日本製鋼所社長（* 1924年）
- 2020年 - ジョニー・ブッシュ（英語版）、カントリーミュージック歌手、ソングライター、ミュージシャン（* 1935年）
- 2020年 - アンソニー・チスホルム（英語版）、俳優（* 1943年）
- 2020年 - ゴードン・ハスケル、ミュージシャン、ベーシスト、ギタリスト、作曲家、作詞家（キング・クリムゾン）（* 1946年）
- 2020年 - サムエル・パティー、教師（* 1973年）
- 2021年 - ベティ・リン、女優（* 1926年）
- 2021年 - レオ・ボアヴァン（英語版）、元アイスホッケー選手、指導者（* 1931年）
- 2021年 - 鈴木誠道[19]、社会システム工学者、上智大学名誉教授（* 1933年）
- 2021年 - アラン・ホークショウ（英語版）、作曲家、キーボード奏者（* 1937年）
- 2021年 - ロン・タット（英語版）、ドラマー（* 1938年）
- 2021年 - 四代目桂文字助、落語家（* 1946年）
- 2021年 - ロジャー・ホイ（英語版）、コンピュータ科学者、J言語共同開発者（* 1953年）
- 2021年 - 小野浩、ゲームクリエイター、デザイナー（* 1957年）
- 2021年 - ロンナチャイ・トムヤーパリワット、歌手（* 1964年）
- 2022年 - サチャ・モハン・ジョシ、作家、歴史学者、文化人類学者（* 1919年）
- 2022年 - ローデウェイク・ヴァンデンバーグ（英語版）、化学技術者、宇宙飛行士（* 1932年）
- 2022年 - ヨゼフ・ソムル（英語版）、俳優（* 1934年）
- 2022年 - キャサリン・ダンカン＝ジョーンズ（英語版）、英文学者、ウィリアム・シェイクスピア研究者（* 1941年）
- 2022年 - 片桐夕子、俳優（* 1952年）
- 2023年 - 白永勲、経済学者、政治家（* 1930年）
- 2023年 - 浅井昭衛、宗教家、富士大石寺顕正会会長（* 1931年）
- 2023年 - 興膳宏、中国文学者、京都大学名誉教授（* 1936年）
- 2023年 - マルッティ・アハティサーリ、政治家、第10代フィンランド大統領（* 1937年）
- 2024年 - リアム・ペイン、歌手（元ワン・ダイレクション）(* 1993年)
- 2024年 - ヤヒヤ・シンワル、政治家、テロリスト(* 1962年)

### 人物以外（動物など）
- 1983年 - ケルソ、競走馬（* 1957年）

## 記念日・年中行事
- ボスの日
1958年に、アメリカのパトリシア・ベイ・ハロスキ（Patricia Bays Haroski）が、会社を経営していた父のために、経営者と部下の関係を円滑にする日として提唱し、アメリカ商業会議所に登録されたことが始まり。
アメリカではこの日に、ボスを昼食に招待したりプレゼントを贈ったりして日頃の労をねぎらう。
日本でも1988年からデパート業界が実施している。
- リゼクリニックの日（ 日本）
医療法人社団風林会が制定。医療脱毛とエステ脱毛の違いを理解し自分に合った脱毛方法を見つけてもらうことが目的。日付は1の形を体毛に見立て、それが全部無くなることを0として10月、医療の語感が16に似ていることからこの日にした[20]。
- 世界食料デー（World Food Day、国際デーの一つ）
1945年10月16日に国際連合食糧農業機関 (FAO) が設立されたことを記念して、1981年に制定。世界中の人々が食糧不足で苦しまないためにはどうすれば良いかを考える日[20]。
- 人と色の日（ 日本）
髪や目、肌の色などのパーソナルカラーの効果的な活用法を提案する日本パーソナルカラリスト協会が制定。日付は10と16で「ヒトイロ＝人色」と読む語呂合わせから[20]。
- 世界脊椎デー（World Spine Day）
国際連合とWHOの呼びかけで開始された運動器の10年 (Bone and Joint Decade) により10月16日に制定。
世界脊椎デーは、世界中で運動器障害（筋骨格系疾患）をはじめとした脊椎疾患への理解と予防を呼びかける日。
運動器の10年の世界活動週間として10月12日から20日まで、10月12日の世界関節炎デー (World Arthritis Day)、10月16日の世界脊椎デー (World Spine Day)、10月17日の世界外傷デー (World Trauma Day)、10月19日の世界小児運動器デー (World Pediatric Bone and Joint Day)、10月20日の世界骨粗鬆症デー (World Osteoporosis Day) が制定。